# Jules Arlanda
Jules Arlanda, né le 2 août 1923 à Saint-Denis (La Réunion) et mort le 2 juin 2010 à Saint-Denis, est un musicien réunionnais.

## Biographie
Il est initié à la musique par son père et suit des cours de musique à l'école de musique de Saint-Denis. Il apprend notamment le violon. Il écrit sa première partition à l'âge de 17 ans et forme en 1943 son premier orchestre.
Par la suite, il devint professeur de solfège. En 1970, il forme la troupe folklorique "Bourbon y chante, Bourbon y danse" avec d'autres musiciens réunionnais : Maxime Laope, Marie-Armande Moutou, Pierrette Payet et Henri-Claude Moutou.
En 1976, il est nommé directeur de l'école municipale de Saint-Denis et professeur au conservatoire. En 1980, il devient membre sociétaire de la Sacem.

## Prix
- Officier de l'ordre des Arts et des Lettres (2005)[3].
- Prix Hommage de la Sacem, 2009[4]

## Postérité
Le 27 août 2011 a lieu l'inauguration du kiosque Jules Arlanda, au Barachois, le dernier endroit où Jules Arlanda ait donné un concert en 2009,.
Depuis 2013, en partenariat avec le Conservatoire à rayonnement régional de La Réunion, un concours régional d’accordéon est organisé afin de promouvoir l’accordéon dans le département. Cinq trophées portant le nom des anciens accordéonistes ou chefs d'orchestre de l'île aujourd'hui disparus sont remis : le trophée Claude Vinh San dans la catégorie des moins de 10 ans, ,le trophée Jules Arlanda dans la catégorie des moins des moins des 15 ans, le trophée Loulou Pitou dans la catégorie des moins de 18 ans, le trophée René Audrain dans la catégorie « Musique d'Ensemble » (une catégorie qui associe l'accordéon avec d'autres intstruments), le trophée Marcel Sellier dans la catégorie « Musique d'Ensemble ».